# Estratégia Nacional de Combate à Corrupção e à Lavagem de Dinheiro
A Estratégia Nacional de Combate à Corrupção e à Lavagem de Dinheiro (Enccla) foi instituída em 2003, com o objetivo de aprofundar a coordenação dos agentes governamentais envolvidos nas diversas etapas relacionadas à prevenção e ao combate as crimes de lavagem de dinheiro e (a partir de 2007) de corrupção. 
A Enccla é coordenada pela Secretaria Nacional de Justiça, do Ministério da Justiça, e, hoje, reúne cerca de 90 órgãos dos Poderes Executivo, Legislativo e Judiciário e do Ministério Público, tanto no âmbito federal quanto estadual, além do Ministério Público.

## Referência Externa
Página da Estratégia Nacional de Combate à Corrupção e à Lavagem de Dinheiro - Enccla